# David Gilbarg
David Gilbarg (Boston, 17 settembre 1918 – Palo Alto, 20 aprile 2001) è stato un matematico statunitense.
Gilbarg fu coautore, insieme al suo allievo Neil Trudinger, del libro Elliptic Partial Differential Equations of Second Order. Oltre a Trudinger, gli studenti di dottorato di Gilbarg includono Jerald Ericksen e James Serrin.